# Українська солдатська громада Азовського гарнізону
Українська солдатська громада Азовського гарнізону була створена навесні 1917 року у 235-му запасному піхотному полку, який дислокувався у Азові на Донщині. Одним із її засновників був Дмитро Соловей. За кілька місяців існування громади вояки створили українську бібліотеку, провели мітинг і вуличну демонстрацію. Солдатська громада послала Дмитра Солов’я своїм делегатом на Український національний конґрес, який відбувся у Києві 6–8 (19–21) квітня 1917 року.